# Економіка Австро-Угорщини

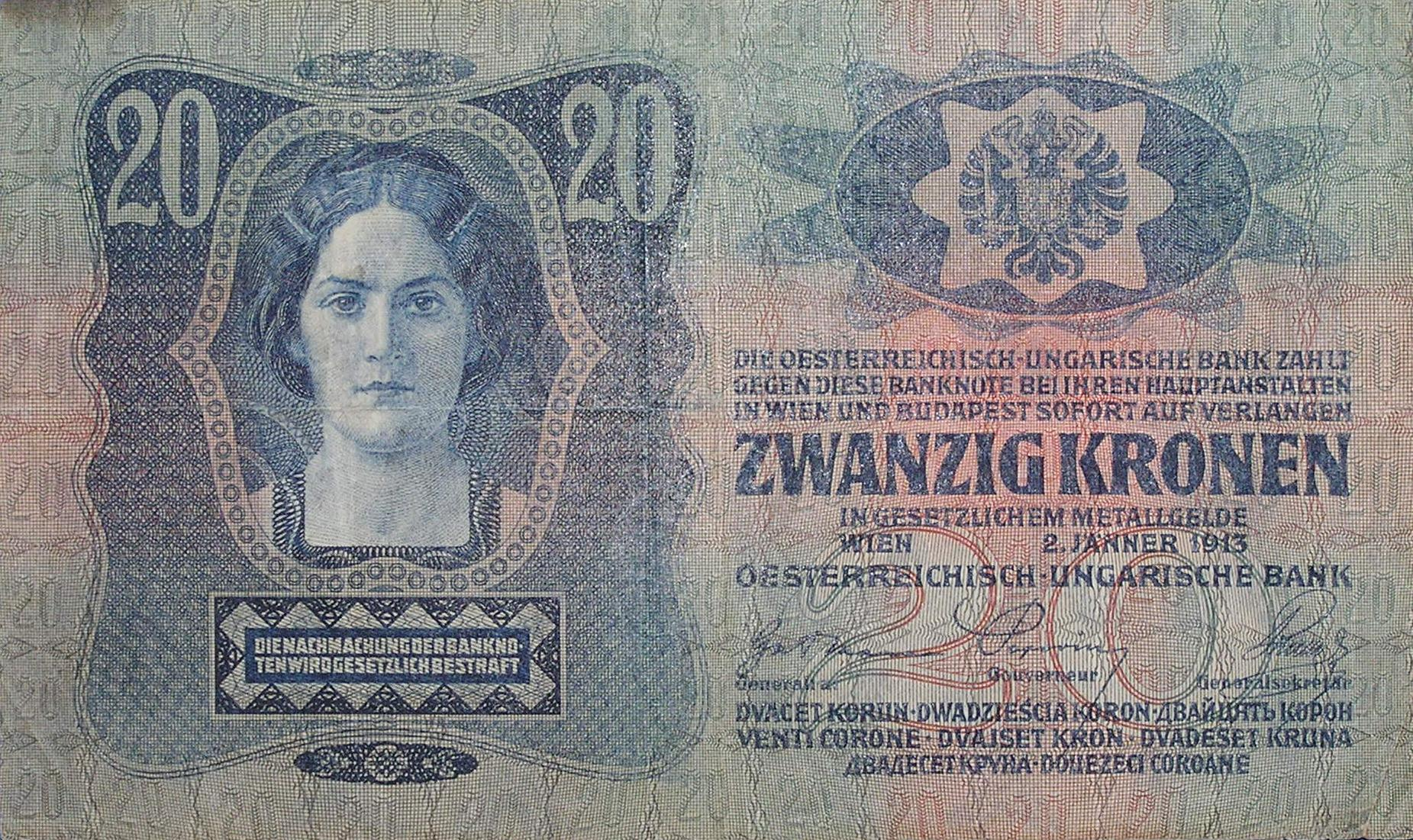
Банкнота в 20 крон часів подвійної монархії

Економіка Австро-Угорщини під час існування дуалістичної монархії протягом 1867—1918 років розвивалася повільно. Капіталістичний спосіб виробництва поширився по всій імперії протягом її 50-річного існування, замінивши феодальні інституції. У 1873 році стара столиця Буда та Обуда (Стародавня Буда) об'єдналися з третім містом, Пештом, утворивши таким чином новий мегаполіс Будапешт. Динамічний Пешт перетворився на адміністративний, політичний, економічний, торговельний та культурний центр Угорщини. У цей період було засновано багато державних установ і сучасну адміністративну систему Угорщини. Австро-Угорщина була великою сільськогосподарською країною за рівнем багатства та доходів трохи нижчим за середній європейський рівень. Темпи зростання були такими ж, як і в Європі в цілому. Після 1895 року головним фактором стала міграція, переважно до США.

## Опис
У 1800 році на території імперії Габсбургів проживало 23 мільйони осіб, а до 1870 року їх кількість зросла до 36 мільйонів, що було третім показником у Європі за чисельністю населення після Російської імперії та Німеччини. Темпи промислового зростання на душу населення становили в середньому щороку близько 3 % між 1818 і 1870 роками.
Однак існували значні регіональні відмінності. Розвиток економіки стримувала відносно невелика міжнародна торгівля. В альпійських і богемських регіонах протоіндустріалізація почалася в 1750 році і стала центром перших фаз промислової революції після 1800 року.
Головним місцем, де використовували механізацію та парові двигуни, була текстильна промисловість. Велика частина техніки була закуплена в англійців. У богемських регіонах машинне прядіння з'явилося пізніше і лише до 1840 року стало основним фактором розвитку промислового перевороту. Успішно експлуатувалися ресурси Богемії, зростаючи на 10 % щороку.
Після 1750 року в альпійських регіонах Богемії та Моравії з меншими темпами розвинулася залізорудна промисловість . Ключовими факторами були заміна деревного вугілля кам'яним, впровадження парових машин та металопрокату. Перша парова машина з'явилася в 1816 році, але їх поширення було повільним. До 1870 року Угорщина була переважно сільською з невеликою часткою промисловості. У 1840-х роках з'явилися перші машинобудівні заводи.

## Економічні тенденції 1870—1913 років
Технологічні зміни прискорили індустріалізацію та урбанізацію. ВНП на душу населення щороку з 1870 по 1913 рік зростав приблизно на 1,76 %. Цей рівень зростання був дещо вищим порівняно з іншими європейськими країнами, такими як Велика Британія (1 %), Франція (1,06 %) та Німеччина (1,51 %). Однак економіка Австро-Угорщини в цілому у порівнянні з Німеччиною та Британією все ще значно відставала, оскільки стійка модернізація почалася набагато пізніше.
До 1913 року населення Австро-Угорщини становило 48 мільйонів, порівняно зі 171 мільйоном у Російській імперії, 67 мільйонами у Німеччині, 40 мільйонами у Франції та 35 мільйонами в Італії, а також 98 мільйонами у США. Населення було переважно сільським: у 1870 році 67 % трудових ресурсів було зайнято в сільському господарстві, а в 1913 році — 60 %. Вони зосереджувалися на виробництві зерна, а не на скотарстві. Лише 16 % робочої сили було зайнято в промисловості в 1870 році, зросла до 22 %. Виробництво вугілля, чавуну та пива відповідала бельгійському, де кількість населення становила лише шосту частину до кількості населення в Австро-Угорській імперії.

## Особливості розвитку регіонів
Економічне зростання було зосереджено у Відні, Будапешті та Празі, а також на австрійських землях (території сучасної Австрії), Альпійському регіоні та Богемії. Наприкінці XIX століття швидке економічне зростання поширилося на центральну Угорську рівнину та Карпатські землі. Як наслідок, існували значні диспропорції в розвитку всередині імперії. В цілому західні райони стали більш розвиненими, ніж східні.
До кінця XIX століття економічні відмінності поступово почали вирівнюватися, оскільки економічне зростання в східних частинах Імперії стабільно випереджало економічне зростання в західних. Економіка імперії складала четверту за обсягом машинобудівну промисловість у світі після США, Німеччини та Великої Британії. Австро-Угорщина також була третім у світі виробником та експортером електричних побутових приладів, електричних промислових приладів і обладнання для електростанцій після США та Німецької імперії.
Потужне сільське господарство та харчова промисловість Угорщини з центром у Будапешті стали переважаючими в Імперії та становили значну частку експорту до решти країн Європи. Тим часом, західні райони, зосереджені в основному навколо Праги та Відня, досягли успіху в різних галузях промисловості. Проте з початку XX століття австрійська половина Імперії змогла зберегти своє панування в імперії в секторах першої промислової революції, але Угорщина мала кращу позицію в галузях другої промислової революції, в їх сучасних межах. У секторах другої промислової революції австрійська конкуренція не змогла стати домінуючою. Цей поділ праці між сходом і заходом, окрім існуючого економічного та монетарного союзу, призвів до ще більш швидкого економічного зростання по всій Австро-Угорщині на початку XX століття. Найважливішим торговельним партнером була Німеччина (1910 р.: 48 % усього експорту, 39 % усього імпорту), за нею йшла Велика Британія (1910 р.: майже 10 % усього експорту, 8 % усього імпорту). Торгівля з географічно сусідньою Російською імперією, однак, мала відносно низьку вагу (1910 р.: 3 % усього експорту / переважно машини для Росії, 7 % усього імпорту / переважно сировина з Росії). На півночі Королівства Галичини та Лодомерії (сучасна Львівська область України) стала головним нафтовидобувним регіоном Європи.

## Залізничний транспорт
Влада Австро-Угорської імперії зрозуміла, що їй потрібні залізниці, оскільки вона мала велике населення та велику територію, якою було важко подорожувати. Для цього були потрібні довгі лінії до її прибережних портів на Чорному та Адріатичному морях. Залізнична система була побудована для маловантажного руху. Така система забезпечувала місцевий попит на чавун і сталь, вугілля, рухомий склад, термінали, верфі, будівельні проєкти та перевезення кваліфікованих робітників. Хоча значна частина інженерних кадрів були іноземців, більшу частину робочої сили та матеріалів надала сама імперія. Коли Австрія та Угорщина об'єдналися в 1867 році, функціонувало 6000 км залізниць, головним чином, у промислово розвиненій Австрії. Швидко всі великі міста були з'єднані між собою завдяки будівництву 7600 км нових залізниць. Це сприяло швидкій індустріалізації навколо Відня, Богемії та Сілезії. Світова економічна паніка 1873 року припинила цей будівельний бум. Після 1880 року три чверті ліній було націоналізовано. Східний експрес із Відня до Константинополя був престижною лінією, але практично не був прибутковим. Після 1900 року новим головним чинником стала зовнішня еміграція — понад 2 мільйони жителів імперії виїхали до США у 1900—1914 роках. До 1914 року 43 280 км залізниць перебували в експлуатації. Довшими були залізниці лише в Російській імперії та Німеччині.
Хоча австро-угорська залізниця була меншою за довжиною і не так добре керована, як німецькі лінії, вона відіграла важливу роль у підтримці армії під час першої світової війни. Половина рухомого складу була зарезервована для армії, а решта була законсервонвана. До 1918 року система фактично зазнала краху, оскільки в містах не вистачало їжі та вугілля.

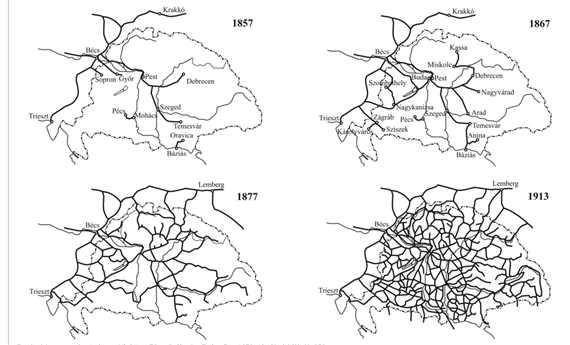
Зростання угорських залізниць. 1857—1913 роки

### Регіони
- Австрія: див. Залізничний транспорт в Австрії та Австрійські федеральні залізниці
- Боснія і Герцеговина: див. Залізничний транспорт у Боснії та Герцеговині
- Хорватія: див. Хорватські залізниці
- Чехія: див. Залізничний транспорт Чехії та Чеські залізниці.
- Угорщина: див. Угорські державні залізниці
- Польща: див. Залізничний транспорт у Польщі та Польські державні залізниці
- Словаччина: див. Залізничний транспорт у Словаччині
- Словенія: див. Залізничний транспорт у Словенії